# Corydalis fumariifolia
Corydalis fumariifolia är en vallmoväxtart. Corydalis fumariifolia ingår i släktet nunneörter, och familjen vallmoväxter.

## Underarter
Arten delas in i följande underarter:
- C. f. azurea
- C. f. fumariifolia